# Caligraph 1
 (mai 2016).
Si vous disposez d'ouvrages ou d'articles de référence ou si vous connaissez des sites web de qualité traitant du thème abordé ici, merci de compléter l'article en donnant les références utiles à sa vérifiabilité et en les liant à la section « Notes et références ».
La Caligraph 1 est une machine à écrire produite par la société American Writing Machine Company de New York.
Produite à partir de 1880, elle est la seconde machine à écrire industrielle de l'histoire, après la Sholes et Glidden produite par la société E. Remington and Sons à partir de 1874.
La Caligraph 1 possède un clavier plus petit que la Caligraph 2, car il ne comporte que des caractères majuscules.
Comme sa sœur, la Caligraph 2, c'est une machine à frappe invisible. L'opérateur ne voit pas le résultat de sa frappe avant que le papier n'ait avancé de quelques lignes, ou sans basculer le chariot monté sur charnières. Les barres à caractères frappent sous le rouleau.

## Autres machines de la même marque
- Caligraph 2

## Sources
- (en) The Virtual Typewriter Museum: Caligraph 1
- (en) Antique typewriters